# Георги Попдимитров
Георги Попдимитров е български учител, свещеник и общественик.

## Биография
Роден е през 1860 г. в Скравена. Неговият баща е свещеник Димитър Николов, който извършва опелото на десетте черепа на четниците от четата на Христо Ботев. В опелото помага и Георги Попдимитров. Публикува многократно материали за гибелта на Ботевата чета и преминаването ѝ през орханийския край. Инициатор на започналите след Освобождението възпоменателни чествания, които продължават и до днес в Скравена. На 18 години (през 1878 г.) става учител и 11 години се отдава с жар на построяването на нови училища в района. През 1891 г. е ръкоположен за свещеник. Прави, заедно с Карл Папаушек, Асен Златаров и др., предложение за смяна на името на Орхание през 1934 г. на Ботевград.
Публикува спомените си за погребението на 10-те глави на Ботеви четници в Скравена през 1889 г. в ловешкия вестник „Правдолюб“ под заглавие „Спомен или дванадесет человечески глави от дружината на Христо Ботев“ и тези спомени са основен източник за тези събития.
В 1892 г. публикува първото географско описание на Орханийската котловина във вестник „Съветник“. Дава сведения за минералите, почвите, растенията и животните, за народния бит и обичаите на населението, записва много обредни песни, които се изпълняват на Игнажден, Рождество Христово, Нова година, а също така и десетки народни умотворения.
В 1893 г. посещава Първото българско индустриално изложение в Пловдив.
Свещеник Георги Попдимитров е архиерейски наместник в Орхание в периода 1896 – 1909 г. През това време са построени 4 църкви и са ръкоположени 9 свещеника. През 1898 г. като архиерейски наместник в Орхание участва в освещаването на Българската църква Свети Стефан в Цариград.
Умира през 1938 г. в родното си село.

## Отличия и награди
Удостоен е с орден „Св. Анна“ III степен от руския император Николай II като духовен водач и архиерейски наместник в Орхание.